# Chlorophorus arciferus
Chlorophorus arciferus är en skalbaggsart som först beskrevs av Louis Alexandre Auguste Chevrolat 1893.  Chlorophorus arciferus ingår i släktet Chlorophorus och familjen långhorningar.
Artens utbredningsområde är:
- Laos.
- Nepal.

Inga underarter finns listade i Catalogue of Life.